# Station Niegocin
Station Niegocin is een spoorwegstation in de Poolse plaats Wilkasy.